# Contea di Rockland
La contea di Rockland, in inglese Rockland County, è una contea del sud-est dello Stato di New York negli Stati Uniti. È parte dell'area metropolitana di New York. Il capoluogo di contea è New City.

## Geografia fisica
La contea si trova nel sud dello Stato, al confine con il New Jersey, e si tratta della contea più piccola dello Stato. A est il confine è segnato dal fiume Hudson che la separa dalle contee di Putnam e di Westchester. Il territorio è montuoso a ovest e prevalentemente pianeggiante nell'area centro-orientale. La massima altitudine è raggiunta con la Rockhouse Mountain di 391 metri. Lungo la sponda dell'Hudson si ergono i rilievi settentrionali dei New Jersey Palisades.
L'Hudson, che segna il confine orientale, in corrispondenza della contea è particolarmente ampio. Si allarga fino a 5 km per circa 16 km nel tratto di fiume denominato Tappan Zee e più a nord si allarga di circa 5,5 km in corrispondenza del tratto conosciuto come Haverstraw Bay. Un ponte, costruito nel 1955, scavalca il Tappan Zee collegando Nyack a Tarrytown nella contea di Westchester. Il fiume Hackensack scorre da nord a sud e fa da immissario e emissario al lago artificiale De Forest.
Il capoluogo di contea è New City. Le città principali sono: Clarkstown, Haverstraw, Orangetown, Ramapo e Stony Point.

### Contee confinanti
- Contea di Putnam - nord-est
- Contea di Westchester - est
- Contea di Bergen (New Jersey) - sud
- Contea di Passaic (New Jersey) - ovest
- Contea di Orange - nord-ovest

## Storia

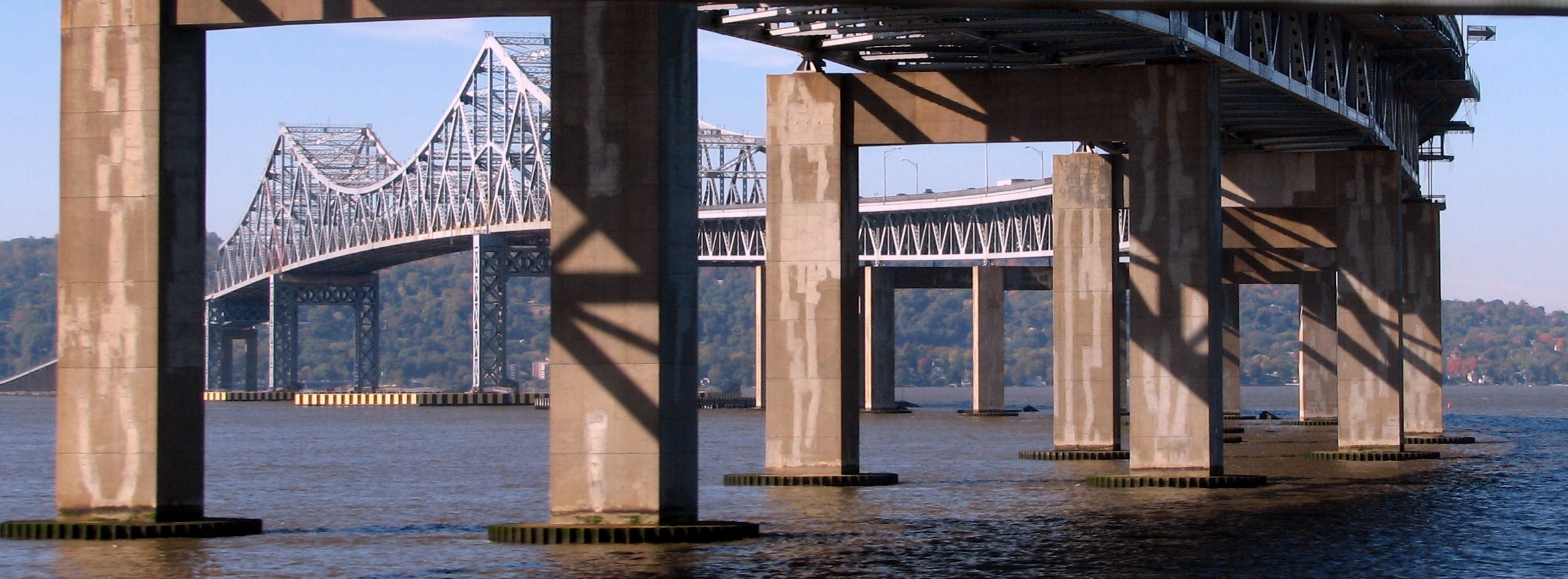
Il ponte sul Tappan Zee

L'area che sarebbe divenuta l'attuale contea era abitata prima dell'arrivo degli europei da nativi di lingua algonchina, come gli Wappinger. Nel 1609 Henry Hudson, in un suo viaggio alla ricerca del passaggio a nord-ovest, risalì il fiume che avrebbe poi portato il suo nome fino ad Albany. L'area fu colonizzata inizialmente da coloni olandesi e molti toponimi hanno origine olandese. Inizialmente il territorio della contea fece parte di quello della contea di Orange. Durante la guerra d'indipendenza americana vi furono numerose scaramucce tra le forze in campo e vi si combatté la battaglia di Stony Point il 15 luglio 1779. La contea fu istituita nel 1798. Fu chiamata così per le cave di pietra rossa. Nel 1910 fu istituito il parco statale di Bear Mountain.

## Curiosità
Il 31,4% della popolazione della contea è di origine ebraica, il che la rende negli Stati Uniti la contea con la più alta concentrazione di ebrei in rapporto alla popolazione.

## Comuni[6]
- Airmont - village
- Bardonia - hamlet
- Blauvelt - hamlet
- Chestnut Ridge - village
- Clarkstown - town
- Congers - hamlet
- Grand View-on-Hudson - village
- Haverstraw - town
- Hillburn - village
- Hillcrest - hamlet
- Kaser - village
- Monsey - hamlet
- Montebello - village

- Mount Ivy - hamlet
- Nanuet - hamlet
- New City (capoluogo) - hamlet
- New Hempstead - village
- New Square - village
- Nyack - village
- Orangeburg - hamlet
- Orangetown - town
- Pearl River - hamlet
- Piermont - village
- Pomona - village
- Ramapo - town
- Sloatsburg - village

- South Nyack - village
- Sparkill - hamlet
- Spring Valley - village
- Stony Point - town
- Suffern - village
- Tappan - hamlet
- Thiells - hamlet
- Upper Nyack - village
- Valley Cottage - hamlet
- Viola - hamlet
- Wesley Hills - village
- West Haverstraw - village
- West Nyack - hamlet